# 1985 (Bowling for Soup)
1985 è un singolo del gruppo musicale statunitense Bowling for Soup, pubblicato nel 2004 ed estratto dall'album A Hangover You Don't Deserve.
La canzone è stata scritta da Jaret Reddick, Mitch Allan, e John Allen (SR-71).

## Tracce
CD e download digitale
1. 1985 – 3:14
2. Major Denial – 2:36